# Геральдика дому Габсбургів
Герби дому Габсбургів були геральдичними емблемами їхніх членів та їхніх територій, таких як Австро-Угорщина та Австрійська імперія. Історик Мішель Пастуро каже, що первісною метою геральдичних емблем і печаток було полегшити здійснення влади та ідентифікацію правителя, завдяки тому, що вони пропонували для досягнення цих цілей. Ці символи асоціювалися з королівством і, зрештою, також представляли нематеріальну природу національних почуттів або почуття приналежності до території.
Повний перелік зброї можна знайти в Збройовій палаті Габсбургів.

## Геральдика
| Герб Австрії, разом з гербом Бургундії (давнім). Найособистіший герб австрійських принців з 1477 по 1740 рік | Особистий герб Йосифа II і Марії Антуанетти, на якому поєднано герби Австрії і Лотарингії | Тристоронній особистий герб Леопольда II і Франциска II/I із зображенням гербів Австрії, Лотарингії і Тоскани (герб Медічі), використовуваний Австро-Тосканським домом | Тристоронній особистий герб правлячого дому «Габсбургів» після 1805 року, що демонструє повернення старого герба Габсбургів. Сьогодні використовується більшістю ерцгерцогів/ерцгерцогинь. |

### Герб часів Австро-Угорської імперії
Герб почав жити власним життям у ХІХ столітті, коли вкоренилася ідея символу держави як окремого від символа династії Габсбургів. Це державний герб, який носить суверен як глава держави і який представляє державу окремо від особи монарха або його династії. Сама ця ідея до цього часу була чужою для концепції габсбурзької держави. Держава була особистою власністю династії Габсбургів. Оскільки представлені держави, території та національності в багатьох випадках були об'єднані в Австро-Угорську імперію лише завдяки своїй історичній лояльності до глави дому Габсбургів як спадкового володаря, ці повні («великі») герби домінування Австро-Угорщини відображають складну політичну інфраструктуру, яка була необхідна для того, щоб пристосуватись до багатьох різних національностей та угрупувань всередині імперії після Австро-Угорського компромісу 1867 року.

Герб Австрійської частини імперії (1867—1915).

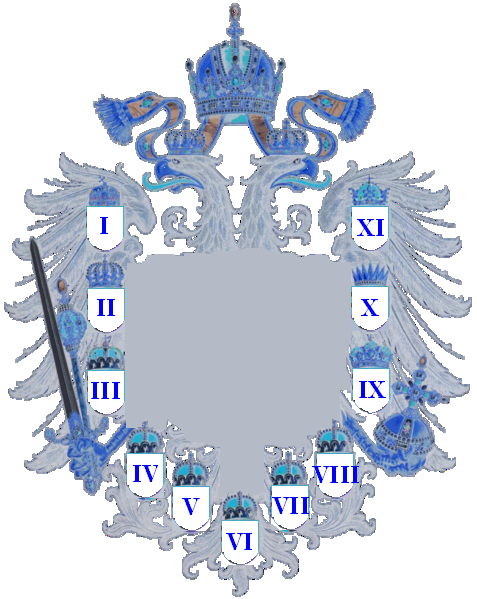
Перелік

Після 1867 року східна частина імперії, яку також називають Транслейтанією, перебувала переважно під владою Угорського королівства. Щит поєднував герб Угорського королівства з двома ангелами-щитотримачами та короною святого Стефана разом із територіями, які їй підпорядковувалися:
Далмацьке королівство, Хорватське королівство, Славонське королівство (об'єднане з Хорватією як Королівство Хорватія і Славонія — формально відоме як Триєдине Королівство Хорватії, Славонії та Далмації, хоча претензії на Далмацію були здебільшого де-юре), Велике князівство Трансільванське, Кондомініум Боснія і Герцеговина (1915—1918), місто Фіуме та його округ (сучасна Рієка), а в центрі — символ Угорське королівство.
Західна або австрійська частина імперії, Цислейтанія, продовжувала використовувати щит Імперії 1815 року, але з гербами різних територій-членів, розташованих навколо центрального щита. Парадоксально, але деякі з цих гербів належали територіям, що входили до складу угорської частини імперії та щита. Цей герб, який найчастіше використовувався до 1915 року, був відомий як середній герб. Був також малий герб із лише особистим гербом Габсбургів, який використовувався у 1815 році.
| я                          | II                                                          | III                                                         | IV                                                     | В                                                      |
| -------------------------- | ----------------------------------------------------------- | ----------------------------------------------------------- | ------------------------------------------------------ | ------------------------------------------------------ |
|                            |                                                             |                                                             |                                                        |                                                        |
| Угорське королівство       | Королівство Галичини та Володимирії                         | Австрійське ерцгерцогство                                   | Зальцбурзьке герцогство                                | Штирійське герцогство                                  |
| VI                         | VII                                                         | VII                                                         | VIII                                                   | VIII                                                   |
|                            |                                                             |                                                             |                                                        |                                                        |
| Тірольське графство        | Каринтійське герцогство та Карніольське герцогство (Маршал) | Каринтійське герцогство та Карніольське герцогство (Маршал) | Моравське маркграфство та Сілезьке князівство (Маршал) | Моравське маркграфство та Сілезьке князівство (Маршал) |
| IX                         | X                                                           | XI                                                          |                                                        |                                                        |
|                            |                                                             |                                                             |                                                        |                                                        |
| Трансильванське князівство | Іллірійське королівство                                     | Богемське королівство                                       |                                                        |                                                        |

1915 року, в середині Першої світової війни, Австро-Угорщина прийняла геральдичну композицію, що поєднує щит, який використовувався в угорській частині, також відомій як Землі корони Святого Стефана, з новою версією середнього щита австрійської частини, як зображено вище в розділі магістралі імператорів Австрії.
До 1915 року герби різних територій австрійської частини імперії (геральдика була додана до деяких областей, не показаних у попередній версії та ліворуч до угорської частини) з'являлися разом у щиті, розташованому на двоголовому орлі. Герб Австрійської імперії у вигляді гербового герба. Орел знаходився всередині щита із золотим полем. Останній щит підтримувався двома грифонами та увінчувався австрійською імператорською короною (раніше ці елементи входили лише до великого щита). Далі в центрі обох гербів панування, як герб до герба, зображено малий щит, тобто особистий герб Габсбургів. Все це було оточене нашийником Ордена Золотого Руна.

Середній герб австрійської частини імперії 1915 року. На ньому зображено як центральний щит (інескетч) особистий герб Габсбургів-Лотарингії над гербами домініонів земель Габсбургів. У центрі зазвичай містився герб Габсбургів-Лотарингії.

У геральдичній композиції 1915 р. зведено воєдино щити двох осередків імперії — Австрії та Угорщини. Прихильник грифона ліворуч додано для Австрії та ангел праворуч як прихильник Угорщини. У центрі був герб Габсбургів (Габсбургів, Австрії та Лотарингії). Цей невеликий щит був увінчаний королівською короною та оточений коміром Ордена Золотого Руна, під яким був Військовий Орден Марії Терезії, нижче якого були коміри Орденів Святого Стефана та Леопольда. Унизу був девіз «AC INDIVISIBILITER INSEPARABILITER» («неподільна і нероздільна»). Інші спрощені версії не мали зображених щиторимачів і простих щитів Австрії та Угорщини. Це були герб Австрійської імперії з гербом Австрії та герб Угорщини (з шашкою Хорватії на вістрі).
| Австрійські землі |                                                                          | |  |
| Щит               | Перегородка                                                              | Територія |  |

Середній загальний герб Австро-Угорської імперії 1915 року, на якому зображено більшість великих володінь Австрійської імперії (лівий щит) і Угорського королівства (правий щит). У центрі герб Габсбургів-Лотаринзьких. Набір територій, які визнавали главу Габсбургів особистим правителем, показаний у цій репрезентації, поставив Імперію в явно невигідне становище порівняно з об'єднаними національними державами, з якими вона поділяла європейський континент.

|                   | І'II'III'IV'V'VI'VII'VIII'IX'X'XI'XII'XIII'XIV'XV'XVI'XVII'XVIII'XIX'XX' | Королівство Галичини і Лодомерії Богемське королівство Далмацьке королівство Герцогство Верхня і Нижня Сілезія Зальцбурзьке герцогство Моравське маркграфство Тірольське графство Герцогство Буковина Провінція Форарльберг Істрійське маркграфство Графство Горіція (частина княжого графства Гориці і Градишки) Округ Градиска (також частина княжого графства Гориці і Градишки) Провінція Боснія і Герцеговина (об'єднана) Імперське вільне місто Трієст Ерцгерцогство Нижня Австрія Ерцгерцогство Верхня Австрія Штирійське герцогство Карніольське герцогство Каринтійське герцогство Австрійське ерцгерцогство |  |

| Території корони Святого Стефана |                      | |
| Щит                              | Перегородка          | Територія |
|                                  | І II III IV V VI VII | Далмацьке королівство (юридично угорська) Хорватське королівство Славонське королівство Велике князівство Трансильванське Провінція Боснія і Герцеговина (об'єднана) Місто Фіуме та його район Угорське королівство |

| Особистий щит династії |             |                                                   |
| Щит                    | Перегородка | Значимість                                        |
|                        | І II III    | Граф Габсбург Ерцгерцог Австрії Герцог Лотарингії |

|                                                |                                                |                                                                   |
| Герб земель Корони Святого Стефана (1867—1915) | Герб земель Корони Святого Стефана (1915—1918) | Малий герб Австрії (Цислейтанія) (1805—1918)                      |
|                                                |                                                |                                                                   |
| Простий герб Цислейтанії (1915—1918)           | Герб імператора Франца Йосифа (1848—1916)      | Простий герб Австрійської та Угорської частин імперії (1915—1918) |